# St-Bernard de Menthon (Ferrette)

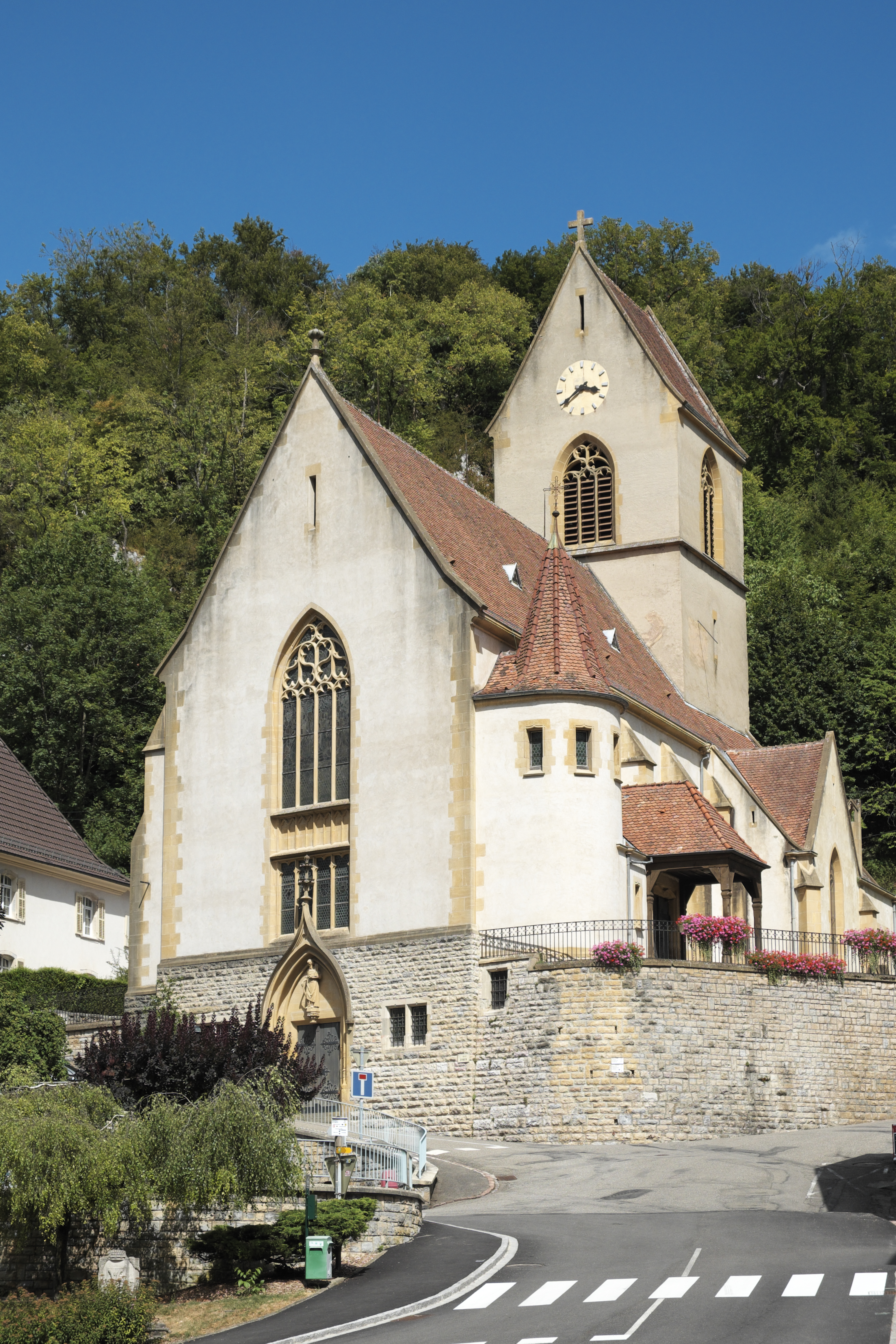
Kirche St-Bernard in Ferrette

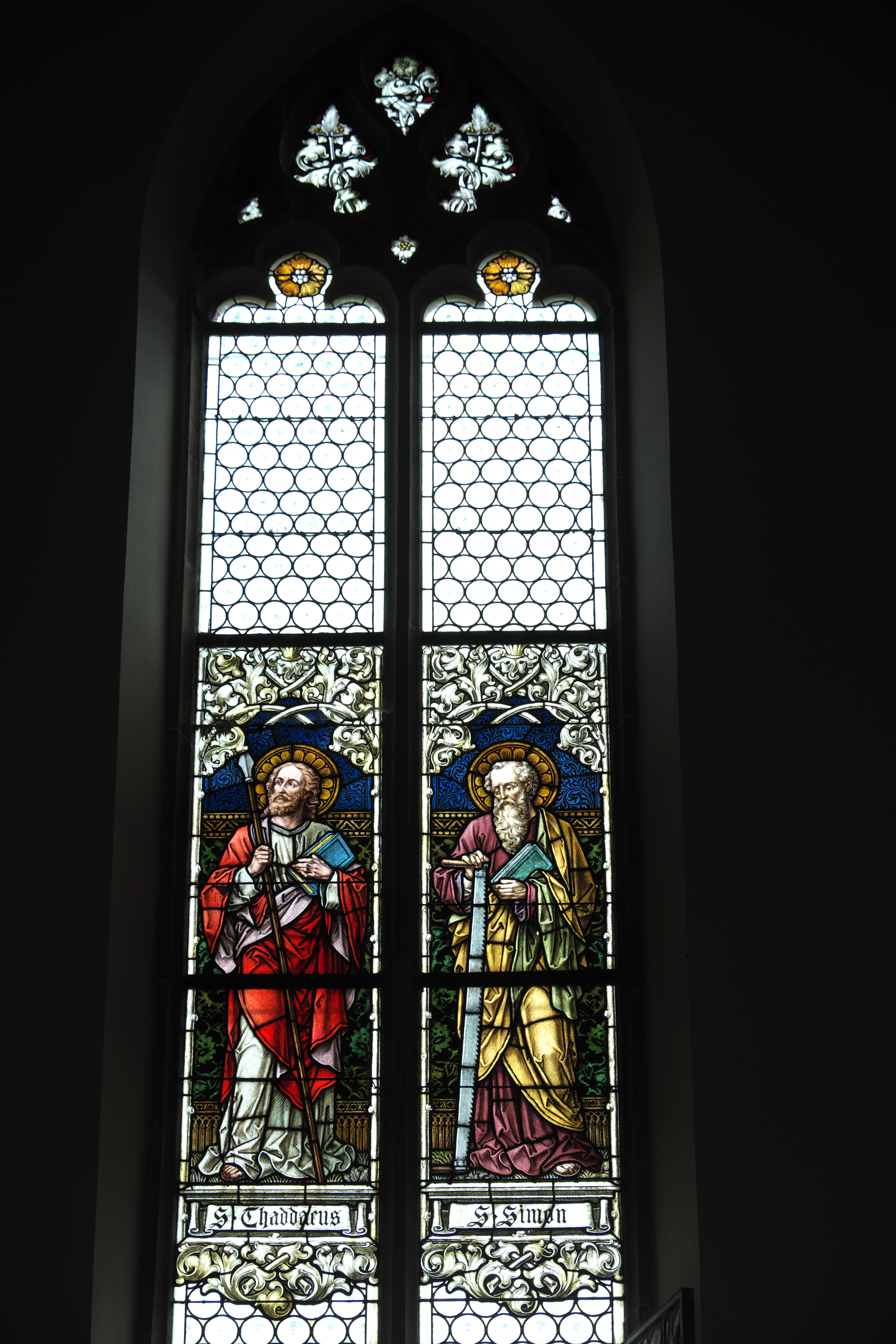
Bleiglasfenster der Gebrüder Ott, Darstellung: Apostel Thaddäus und Simon

Die katholische Kirche St-Bernard de Menthon in Ferrette (deutsch Pfirt), einer französischen Gemeinde im Département Haut-Rhin im Elsass, wurde ursprünglich im ersten Viertel des 14. Jahrhunderts errichtet. Die dem heiligen Bernhard von Menthon geweihte Kirche ist seit 1902 als Monument historique auf der Liste der Baudenkmäler in Frankreich.

## Geschichte
Die Kirche wurde an der Stelle eines Vorgängerbaus aus dem 11. Jahrhundert erbaut, die zu einer Niederlassung der Mönche des Hospizes auf dem Großen St. Bernhard gehörte. Um 1450 ging die Kirche in den Besitz des Klosters Lützel über.

## Bauwerk
Im Jahr 1912 wurde das alte Kirchenschiff niedergerissen und ein Neubau erstellt. Lediglich der Turm und der Chor blieben erhalten. Am 2. Juli 1914 wurde das neue Kirchenschiff vom Weihbischof Franz Zorn von Bulach feierlich eingeweiht.

## Ausstattung
Die Ausstattung wurde zum größten Teil aus der alten Kirche übernommen. Der Hauptaltar stammt aus dem Jahr 1861.
Die Bleiglasfenster wurden 1913 von der Werkstatt der Gebrüder Ott in Straßburg geschaffen. Sie stellen unter anderem die zwölf Apostel dar.